# Kälberberg-Hochberg
Kälberberg-Hochberg ist ein mit Verordnung des Regierungspräsidiums Tübingen vom 1. Februar 1994 ausgewiesenes Naturschutzgebiet mit der Nummer 4.237.

## Lage
Das Naturschutzgebiet befindet sich in den Naturräumen Mittlere Kuppenalb und Mittlere Flächenalb. Es liegt zwischen Dottingen und Münsingen und besteht aus drei Teilgebieten: Im Westen liegt die Kuppe des 752 m hohen Kälberbergs, am östlichen Rand erhebt sich der 756 m hohe Stürzel und dazwischen befindet sich der 771 m hohe Hochberg. Die Halbtrockenrasen des Gebiets bilden einen Biotopverbund mit den Halbtrockenrasen der anderen Naturschutzgebiete im Nordraum von Münsingen: Höhnriß-Neuben, Seetalhalde-Galgenberg, Schopflochberg und Eckenlauh-Weißgerberberg. Das Gebiet ist Teil des FFH-Gebiets Nr. 7523-311 Münsinger Alb und liegt vollständig im Biosphärengebiet Schwäbische Alb.

## Schutzzweck
Laut Verordnung ist der Schutzzweck:
- die Erhaltung der für die Mittlere Kuppenalb typischen Bergkuppen mit Halbtrockenrasen, Wacholderheide, Feldgehölzen, Hecken und Steinriegeln, Waldflächen sowie einzelner dazwischen liegender landwirtschaftlicher Grünland- und Ackerflächen,
- die Erhaltung, Pflege und Verbesserung großflächiger, als Schafweiden im freien Weidebetrieb genutzter, artenreicher Halbtrockenrasen mit zahlreichen seltenen und zum Teil stark gefährdeten Pflanzen- und Tierarten,
- die Sicherung und Pflege der freien Bergkuppen sowie angrenzender kleinstrukturierter und vielgestaltiger Randbereiche als Lebensraum einer artenreichen Pflanzen- und Tiergemeinschaft und als Rückzugsgebiet für zahlreiche Arten, insbesondere der Kleintierwelt, aus der umgebenden Agrarlandschaft,
- die Erhaltung eines weiträumigen Biotopverbunds von der Trailfinger Schlucht über den Schopflochberg, die Seetalhalde und den Galgenberg zu weiteren Halbtrockenrasenflächen im Münsinger Nordraum, bis einschließlich Höhnriß im Westen sowie Eckenlauh und Weißgerberberg im Osten.

## Flora und Fauna
Im Gebiet wächst das in Deutschland stark gefährdete Fleischfarbene Knabenkraut und es finden sich Bestände vom Gebirgsgrashüpfer, der in Deutschland vom Aussterben bedroht ist.